# ブラッディ・ブル
ブラッディ・ブル (Bloody Bull) は、ウォッカまたはテキーラベースのカクテル。ビーフ・ブイヨンを使用するカクテルは珍しいとされる。ブラッディ・マリーとブル・ショットからできたカクテル。

## 由来
ブラッディ・ブルとは、闘牛で傷つき、血に染まった雄牛を意味する。

## 標準的なレシピ
- ウォッカ ・・・ 30〜45ml
- レモン・ジュース ・・・15ml
- トマト・ジュース ・・・適量
- ビーフ・ブイヨン ・・・ 適量

ウスターソース、タバスコは好みで1ダッシュ加える。

## 作り方
1. 氷を入れたタンブラーに注ぐ。
2. ステアする。